# Šaušgamuwa-Vertrag
Der Šaušgamuwa-Vertrag (CTH 105 = KUB 23.1 (VAT 7421) und einige kleinere Fragmente) ist ein Schreiben des hethitischen Großkönigs Tudḫalija IV. an Šaušgamuwa, König des hethitischen Vasallenstaats Amurru. Das Dokument wurde wahrscheinlich um 1230 v. Chr. verfasst. Erhalten ist es in zwei Exemplaren, jeweils auf Keilschrift-Tontafeln. Eine Tontafel, auf der noch viele wichtige Passagen erhalten sind, stellt wegen der vielen Korrekturen und Streichungen wahrscheinlich einen groben Entwurf des Vertrags dar; von der anderen Tafel ist nur die obere rechte Ecke erhalten. Es wird vermutet, dass dieses Schreiben eine Investitururkunde zum Beginn der Herrschaft Šaušgamuwa sein könnte, der seinem Vater Bentešina auf dem Thron folgte. Der Text ist in hethitischer Sprache verfasst und wurde womöglich nicht ins Akkadische – die damaligen Verkehrssprache bei Verträgen mit anderen Staaten – übersetzt, weil Šaušgamuwa, der eine Schwester Tudḫalijas geheiratet hatte, des Hethitischen mächtig war.
Wegen der Erwähnung des Landes Aḫḫijawa wird das Dokument in der Forschung seit den 1920ern zu den Aḫḫijawa-Texten gezählt und ist bei Beckman–Bryce–Cline (s. Literatur) unter ATH 2 geführt. Dem historischen Exkurs im Vertrag sind wichtige Informationen zur Geschichte Amurrus, in geringerem Umfang auch zu Šeḫa, zu entnehmen. Ferner spricht der Text eindeutig von schweren Spannungen im Verhältnis mit Assyrien, weshalb der hethitische Großkönig ein Handelsembargo gegen Assyrien mit Unterstützung Šaušgamuwas durchsetzen will. Des Weiteren ist dem Text indirekt – nach vorherrschender Forschungsmeinung – ein Machtverlust Aḫḫijawas zu entnehmen.

## Forschungsgeschichte
Ein größerer Teil des zweispaltigen Entwurfs des Vertrags wurde bei den Ausgrabungen von 1906 und 1912 durch Hugo Winckler in der hethitischen Hauptstadt Ḫattuša (Boğazköy) entdeckt. Dieser weist viele Ergänzungen, Korrekturen, unterschiedliche Schriftzeichengrößen, Streichungen auf sowie Passagen, die über den Rand hinaus auf die Schmalseite der Tafel gehen, auf, so dass bereits Ferdinand Sommer vermutete, dass es sich um eine Kladde handele. In den 1960ern wurden mehrere kleine Fragmente im Grabungsschutt früherer Ausgrabungen gefunden, die teils zum Entwurf passen, teils zu einer anderen Version, diese aber nur bezüglich der oberen rechten Ecke (bzw. der unteren linken der Rückseite) betrafen. Nachdem bereits Emil O. Forrer auf die Erwähnung von Aḫḫijawa aufmerksam gemacht hatte, erfolgte 1932 eine Übersetzung und ausführliche Besprechung und Interpretation des Dokuments durch Ferdinand Sommer. In wesentlichen Teilen wird Sommers Übersetzung auch heute noch von der vorherrschenden Forschungsmeinung geteilt. Vollständige Übersetzungen des Vertrags erfolgten u. a. 1945 durch Oswald Szemerényi und 1960 durch Isamu Sugi. Zuletzt (Stand 2021) erfolgte eine Übersetzung des erhaltetenen Textes und dessen Interpretation 2011 durch Backman, Bryce und Cline.
Im Jahr 1971 erschien eine ausführliche Analyse des Textes aus sprachlicher, grafischer und stilistischer Hinsicht durch Cord Kühne und Heinrich Otten. Durch Goren, Momsen und Klinger wurde der Ton zahlreicher Keilschrifttafeln neben einer optischen mineralogischen Untersuchung auch einer Neutronenaktivierungsanalyse und einer Analyse der Röntgenfluoreszenz (pXFR = portableX-ray fluorescence) unterzogen. Die Ergebnisse wurden 2011 publiziert. Die Herkunft des Tons der dabei ebenfalls untersuchten Tafel mit dem Entwurf des Šaušgamuwa-Vertrags ließ sich nicht eindeutig bestimmen, jedoch könnte er aus Zypern stammen. Jedenfalls weicht er stark von den Tonproben aus dem nördlichen Zentralanatolien ab.

## Inhalt

### Präambel (§§ 1–2)
Der Einleitung ist zu entnehmen, dass der Verfasser Tudḫalija IV. ist und der Empfänger Šaušgamuwa, den der Absender zu seinem Schwager gemacht hat. Auf weitere Grußformeln wird verzichtet, woraus sich ergibt, dass Šaušgamuwa ein dem hethitischen Großkönig untergebener Herrscher war. Tudḫalija mahnt, den Vertrag nicht zu ändern.

### Historische Einführung (§§ 3–5)
In diesem Teil werden die Beziehungen zwischen dem Hethiterreich und Amurru der vergangenen ca. 100 Jahre nachgezeichnet. Begonnen wird mit Aziru, der demnach noch Vasall des Mittanireichs war. Trotzdem habe Aziru, Urgroßvater Šaušgamuwas, Kontakt zum damaligen hethitischen Großkönig Šuppiluliuma I., dem Urgroßvater Tudḫalijas, aufgenommen und sei dessen Vasall geworden. Er sei auch unter Muršili II. loyal gewesen. Als aber Muwattalli II. Großkönig wurde, erhob sich das Volk von Amurru und erklärte, nicht länger Vasall des Hethiterreichs zu sein. Stattdessen habe man die Fronten zugunsten Ägyptens gewechselt. Darauf entbrannte ein Krieg zwischen Muwatalli und dem Herrscher Ägyptens Ramses II. (siehe Schlacht bei Kadesch). Muwatalli habe gesiegt, das Land Amurru zerstört und es unterworfen und Šapili zum neuen Vasallenherrscher eingesetzt. Als aber Muwatalli, Onkel Tudḫalijas, verstarb, sei Šapili unter Ḫattušili III. – dem Vater Tudḫalijas – in Ungnade gefallen und durch Bentešina als König von Amurru ersetzt worden. Tudḫalija bescheinigt Betešina, dass er immer treuer Vasall war und in keiner Weise gegen das Hethiterreich aufbegehrt habe.

### Treueschwur zur hethitischen Dynastie (§§ 6–10/11)
Tudḫalija IV. erinnert zu Beginn  Šaušgamuwa erneut daran, dass er ihm seine Schwester zur Ehefrau gegeben hat, und fordert ihn auf, unter Eid zu schwören, nur ihm und seinen direkten Nachkommen treu zu sein. In diesem Zusammenhang erwähnt er Mašturi, den  Muwatalli II. als Vasallenkönig von Šeḫa eingesetzt hatte und ihm seine Schwester Maššana-uzzi zur Frau gab. Während des Sturzes Muršilis III. durch Ḫattušili III. habe Mastuiri aber den Treueeid gebrochen, indem er sich auf die Seite Ḫattušilis schlug. Obwohl Ḫattušili III. Tudḫalijas Vater war, kritisiert der Großkönig Mašturis Verhalten und mahnt Šaušgamuwa, niemals ähnlich zu handeln, sondern ihm (Tudḫalija) und seinen (legitimen) Nachfolgern treu zu sein. Auch im teils zerstörten § 9 verlangt der Großkönig unbedingte Loyalität, auch im Falle einer Verschwörung im Hethiterreich (die nächsten 6–7 Zeilen sind zerstört). In § 10 verlangt er von Šaušgamuwam, dass er dem Großkönig nicht verschweigen solle, wenn jemand – egal welchen Standes – diesen verleumden oder ihn in einer anderen Art schlecht machen. Er solle Tudḫalija davon berichten. § 11 und ein großer Teil von § 12 sind zerstört.

### Bündnis (§§ 12–19/20)
Im größtenteils lückenhaften § 12 heißt es am Ende: wenn der Herrscher von Ägypten Freund sei, solle er auch Freund des amurritischen Vasallen sein, sollte er Feind sein, auch dessen Feind. § 13 beginnt mit einer Aufzählung der vom hethitischen Herrscher als gleichrangig angesehenen Könige: der König Ägyptens, der König Babyloniens, der König Assyrien, der König von Aḫḫijwa. Tatsächlich ist der Herrscher von Aḫḫijawa durch den Schreiber durch einen Strich aus der Aufzählung getilgt worden.
Anschließend wird darauf verwiesen, dass Feindseligkeiten mit dem Herrscher von Assyrien ausgebrochen sind, daher solle dieser auch von Šaušgamuwa als Feind angesehen werden. Tudḫalija IV. weist seinen Vasallen in § 13 ferner an, keine amurritischen Kaufleute mehr nach Assyrien zu lassen, auch solle kein Händler Assyriens mehr die Grenze von Amurru überschreiten; Kaufleute Assyriens, die trotzdem nach Amurru gelangt sind, um Handel zu treiben, seien festnehmen und in das Hethiterreich auszuliefern.
In § 14 schildert Tudhalija, dass er eine (Fuß-)Armee und eine Einheit Streitwagen gegen die Assyrer aushebe, da dies von größter Dringlichkeit sei. Offenbar wird auch der Vasall in Amurru aufgefordert, eine Armee inklusive Streitwagenkämpfer zu stellen (der Text ist hier lückenhaft).
In § 15 wird Šaušgamuwa aufgefordert, kein Schiff von (Aḫḫ?)ijawa in seine Häfen einlaufen zu lassen, damit sie keine Verbindung zu den Assyrern aufnehmen können (Lesung und Interpretation dieses fragmentierten Satzes sind strittig, siehe unten); der Rest von § 15 und ein folgender weiterer Absatz sind ganz zerstört.
Dem stark fragmentierten §17 ist zu entnehmen, dass der amurritische Vasall sich nicht auf die Seite von Feinden schlagen soll und dass er Männer, die Unrecht getan haben, samt ihren Familien ausliefern soll. Der Rest des Abschnitts wie auch die folgenden ein oder zwei sind zerstört. Danach folgt – wie in damaligen Verträgen üblich – eine Aufzählung der wichtigsten Gottheiten, die Zeugen des Vertrags sind.

## Interpretation
Der Vertrag liefert zunächst wichtige Informationen zur Geschichte Amurrus im späten 14. und im 13. Jahrhundert v. Chr. Der Name Amurru begegnet bereits in Texten des 3. Jahrtausends v. Chr., meint dort aber keinen Staat, sondern allgemein eine Region, die sich vom Mittelmeer bis nach Mesopotamien erstreckte und einen Großteil des heutigen Staates Syrien umfasste. Im Laufe des 2. Jahrtausends v. Chr. wurde die Bezeichnung hauptsächlich auf den Norden des heutigen Libanon und den daran nördlich anschließenden Teils Westsyriens eingegrenzt. Nördlich von Amurru lag Ugarit mit seiner gleichnamigen Hauptstadt. Amurru besaß lange Zeit keinen zentralen Herrscher, sondern wurde von mehreren kleinen, oft miteinander konkurrierenden Fürsten regiert. Unter Thutmosis III. geriet Amurru im 15. Jahrhundert v. Chr. für über 100 Jahre unter ägyptische Herrschaft. Wie Tudḫalija in der historischen Einleitung berichtet, wechselte Aziru während der Herrschaft Šuppiluliumas I. auf hethitische Seite. Die Behauptung, dass Aziru zuvor Vasall von Mittani war, wurde in der Forschung oft als Fehlinformation oder gar bewusste Unwahrheit eingestuft. In einem erst wesentlich später entdeckten und 2008 publizierten Brief (KUB 19.15 + KBo 50.241), wahrscheinlich von Muršili II. verfasst, an einen ägyptischen Pharao (vermutlich Haremhab), behauptet der hethitische Großkönig allerdings, dass weder er noch sein Vater Amurru den Ägyptern entrissen hätten, sondern dem König von Ḫanigalbat (Mittanni), dessen Vasall Aziru damals war. Daher ist es nicht unwahrscheinlich, dass Aziru tatsächlich mehrmals die Seiten zwischen Ägypten, Mittani und dem Hethiterreich wechselte und erst hethitischer Vasall wurde, nachdem er vorher Mittani unterstand.
Bei der Schilderung des Vertragsbruchs Amurrus im Vorfeld der Schlacht bei Kadeš (ca. 1274 v. Chr.), der danach folgenden Einsetzung und Enthebung Šapilis als Vasall in Amurru und der anschließenden Inthronisierung Bentešinas verschweigt Tudḫalija IV. sowohl die Regierung Muršilis III. als auch, dass sich Bentešina (bereits lange vor der Schlacht hethitischer Vasallenkönig) – unter starkem ägyptischen Druck – auf die Seite Ägyptens schlug und nach der Schlacht, die den vorherigen Status quo zwischen Ägypten und den Hethiterreich in Syrien wiederherstellte, von Muwatalli II. abgesetzt und im Hethiterreich interniert wurde. Wahrscheinlich bald nach seiner Usurpation hat ihn Ḫattušili III. wieder eingesetzt. Womöglich wollte Tudḫalija Rücksicht auf den offenbar bereits verstorbenen Vater Šaušgamuwas nehmen.
Für Erstaunen in der Forschung sorgte, dass Tudḫalija ausgerechnet Mašturi, bis mindestens 1236 v. Chr. hethitischer Vasallenkönig in Šeḫa, als Beispiel für einen unloyalen Vasallen anführt. Schließlich hatte dessen Unterstützung mit zum Gelingen des Staatsstreich Tudḫalijas Vaters Ḫattušili III. gegen Muršili III. beigetragen. Während Beckman-Bryce-Cline meinen, dass hier ein Schuss Ironie mit im Spiel ist, weist Van den Hout darauf hin, dass beide Vasallen gut vergleichbar seien: Beide hätten in die hethitische Königsfamilie eingeheiratet – Mašturi ehelichte Maššana-uzzi, Bentešina Gaššuliyawiya. Tudḫalija musste befürchten, dass sich Kurunta – der Bruder Muršilis III. und damit Neffe von Tudḫalijas Vater, der ebenfalls Ansprüche auf die Thronfolge erhob – bei einem eventuellen Staatsstreich auf Verbündete unter den hethitischen Vasallen stützen könnte, weshalb Tudḫalija durch die Mahnungen verhindern wollte, dass sich Šaušgamuwa bei einem eventuellen Bürgerkrieg auf die Seite Kuruntas schlage. Mit diesem drastischen Beispiel habe Tudḫalija sogar in Kauf genommen, den Staatsstreich seines Vaters indirekt zu kritisieren.
Die nachträgliche Streichung des Herrschers von Aḫḫijawa, der ursprünglich in der Liste der als gleichrangig angesehenen Herrscher durch den Schreiber des Entwurfs aufgeführt war, wird in der Forschung mehrheitlich dahingehend interpretiert, dass Aḫḫijawa – zumindest aus Sicht der Hethiter – relativ kurz zuvor stark an Bedeutung verloren hatte. Meinungen, die Streichung sei erfolgt, weil Aḫḫijawa inzwischen als Feind galt, konnten sich in der Forschung ebenso nicht durchsetzen wie Meinungen, dass die Streichung erfolgte, weil der Herrscher Aḫḫijawas im Zusammenhang mit den im Dokument geschilderten Ereignisse irrelevant sei.
Die in § 13 genannten ausgebrochenen Feindseligkeiten mit Assyrien beziehen sich auf Aktionen des assyrischen Herrschers Tukulti-Ninurta I., der ca. 1233 v. Chr. an die Macht gelangte. Dieser betrieb sehr bald eine Expansionspolitik nach Nordwesten. Tudḫalija IV., der zunächst auf gute Beziehungen aus war  – die in ersten Schreiben auch Tukulti-Ninurta wünschte –, duldete erste Eroberungen der Assyrer und erkannte sie an, warnte aber eindringlich davor, die Nairi-Länder anzugreifen. Als Tukulti-Ninurta dennoch die Nairi-Länder, die damals angeblich von 40 oder 50 Fürsten beherrscht wurden, angriff und zumindest teilweise eroberte, brachen offene Feindseligkeiten zwischen Hethitern und Assyrern aus, die u. a. in der Schlacht von Niḫrija gipfelten, die für Tudḫalija in einem militärischen Desaster endete. Die anschließende Forderung, eigene Händler nicht mehr mit Assyrien Handel treiben zu lassen und assyrische Händler nicht mehr nach Amurru zu lassen, wird als frühes Beispiel eines Handelsembargos bewertet.
Nach stark vorherrschender Meinung wird Šausgamuwa in § 15 aufgefordert, Schiffe von Aḫḫijawa nicht in die Häfen Amurrus zu lassen, damit diese von dort aus keinen Handel mit Assyrien betreiben können. Die erste Silbe des rekonstruierten Worts „Aḫḫijawa“ fehlt jedoch. Gerd Steiner interpretiert die Stelle ganz anders: Seiner Meinung nach ist nicht von Schiffen aus Aḫḫijawa die Rede, sondern von Kriegsschiffen, die Amurru für den Konflikt nicht stellen soll. Diese Übersetzung wurde in der Forschung überwiegend abgelehnt u. a. weil der durch Steiner ergänzte Ausdruck „Kriegsschiffe“ ein Hapax legomenon wäre. Jedoch geben Beckman – Bryce – Cline zu bedenken, dass die Handelsmaßnahmen gegen Assyrien in § 13 abgeschlossen zu sein scheinen und in § 14 militärische Maßnahmen im Vordergrund stehen.
Leila Badre, die Ausgrabungsleiterin von Tell Kazel, einem bedeutenden Zentrum und wahrscheinlich Hauptstadt Amurrus, das mit dem in zeitgenössischen Schriftquellen erwähnten Sumur zu identifizieren ist, sieht in den Befunden bezüglich mykenischer Importkeramik ein Verbot des Landens von Schiffen Aḫḫijawas in ammuritischen Häfen bestätigt: während in älteren Schichten viel mykenische Keramik aus Griechenland bei Ausgrabungen ans Licht kam, fand sich in der folgenden Schicht, die um 1190/80 v. Chr. in einer Brandkatastrophe endete, fast nur lokal produzierte mykenische Keramik. Auch zyprische Keramik fehlt in diesen Horizont weitgehend, ebenso wie spätminoische Keramik, die aber an anderen Fundorten Syriens, wie z. B. Ugarit, vertreten ist. Die Stadt wurde vorher offenbar kurzzeitig verlassen. Reinhard Jung, der die mykenischen Keramikfunde von Tell Kazel typologisch bezüglich Gefäßformen, stilistisch und makroskopisch untersuchte, lehnt die These nicht explizit ab, weist jedoch darauf hin, dass der mykenische Seehandel ab SH III B mittel (= Übergang SH III B1–B2, ca. 1240/25 v. Chr.) allgemein stark nachließ. Elena Devecchi lehnt die These Badres strikt ab: Sie setze u. a.  voraus, dass das Embargo bis ins frühe 12. Jahrhundert bestand, obwohl es Schriftquellen gibt, die eine deutliche Entspannung des Verhältnisses zwischen dem Hethiterreich und Assyrien einige Jahre nach dem Vertrag wahrscheinlich machen. Ferner gäbe es keinen Beleg dafür, dass unmittelbar vor der Inthronisierung Šaušgamuwas die wahrscheinliche Hauptstadt Amurrus aufgrund äußerer Bedrohungen oder innerer Umwälzungen verlassen wurde. Auch würden mykenische Funde in der Schicht vor Aufgabe der Stadt in SH III B mittel und entwickelt datieren, die Keramik der Schicht, die mit der Bandzerstörung endete, um 1200 v. Chr. bzw. ins frühe 12. Jahrhundert v. Chr. datieren, was nicht im Widerspruch zu den von Jung besprochenen Beispielen steht.

## Datierung
Da Šausgamuwa zur Zeit der Abfassung des Vertrags König von Amurru war, kann das Dokument nicht vor ca. 1236 v. Chr. entstanden sein, da Bentešina noch als König von Amurru im Staatsvertrag zwischen Tudḫalija IV. und Kurunta (ca. 1236 v. Chr.) als Zeuge genannt wird. Wann genau sein Sohn den Thron bestieg, ist bisher bekannten Quellen nicht direkt zu entnehmen. Da in der Forschung Konsens besteht, dass die Konflikte mit Assyrien vor allem unmittelbar nach der Thronbesteigung Tukulti-Ninurtas I. stattfanden, muss der Vertrag nach dessen Regierungsantritt (ca. 1233 v. Chr.) entstanden sein. Üblicherweise wird davon ausgegangen, dass der Vertrag vor der assyrischen Eroberung Babylons (ca. 1225 v. Chr.) verfasst wurde. Nach seiner geglückten Expansion nach Nordwesten konzentrierte sich Tukulti-Ninurta jedenfalls auf die Unterwerfung des babylonischen Kassitenreichs. Da der Herrscher Babyloniens im Vertrag als gleichgestellter „Großkönig“ angesehen wird, geht die stark vorherrschende Meinung davon aus, dass der Brief vor dem Fall Babylons entstanden sein muss. Van den Hout datiert den Šaušgamuwa-Vertrag dementsprechend in die Zeit zwischen 1234 und 1223 v. Chr. (er setzt die Eroberung Babylons erst 1223 v. Chr. an), ähnlich Reinhard Jung und Itamar Singer. Steiner datiert das Dokument um 1230 v. Chr.
Sollte der Vertrag auch eine Investitur zur Thronbesteigung sein, was u. a. Van den Hout vermutet, und wofür u. a. der lange historische Exkurs spricht, wäre der Vertrag vor ca. 1230 zu datieren. Der Beginn von Šaušgamuwas Regentschaft muss noch in die Regierungszeit Ammistamrus II. von Ugarit fallen, da er mit diesem ernsthafte diplomatische Konflikte um die Auslieferung seiner (Halb-)Schwester, der geschiedenen Frau Ammistamrus (Tochter der „Großen Dame“), hatte, die längere Zeit andauerten. Ammistamrus Regierungszeit wird in der Forschung aber maximal bis 1230 – teilweise nur bis 1235 v. Chr. – angesetzt. Falls es sich bei dem Vertrag um eine Investitururkunde handelt, wäre er aber nicht vor ca. 1233, der Thronbesteigung Tukulti-Ninurtas anzusetzen. In dem Fall könnte der Vertrag zwischen 1233 und 1231 datieren.